# باكو غونزاليس
باكو غونزاليس (بالإسبانية: Paco González) هو صحفي إسباني، ولد في 6 أكتوبر 1966 في مدريد في إسبانيا.

## وصلات خارجية
- باكو غونزاليس على موقع IMDb (الإنجليزية)
- باكو غونزاليس على موقع قاعدة بيانات الفيلم (الإنجليزية)